# Kamieniec Wrocławski (gromada)
Kamieniec Wrocławski – dawna gromada, czyli najmniejsza jednostka podziału terytorialnego Polskiej Rzeczypospolitej Ludowej w latach 1954–1972.
Gromady, z gromadzkimi radami narodowymi (GRN) jako organami władzy najniższego stopnia na wsi, funkcjonowały od reformy reorganizującej administrację wiejską przeprowadzonej jesienią 1954 do momentu ich zniesienia z dniem 1 stycznia 1973, tym samym wypierając organizację gminną w latach 1954–1972.
Gromadę Kamieniec Wrocławski z siedzibą GRN w Kamieńcu Wrocławskim utworzono – jako jedną z 8759 gromad na obszarze Polski – w powiecie wrocławskim w woj. wrocławskim, na mocy uchwały nr 32/54 WRN we Wrocławiu z dnia 2 października 1954. W skład jednostki weszły obszary dotychczasowych gromad Kamieniec Wrocławski, Czernica, Dobrzykowice, Gajków, Jeszkowice i Łany ze zniesionej gminy Wojnów w tymże powiecie. Dla gromady ustalono 22 członków gromadzkiej rady narodowej.
1 stycznia 1969 gromadę zniesiono, a jej obszar włączono do nowo utworzonej gromady Czernica w tymże powiecie.